# A Beard of Stars
A Beard of Stars es el cuarto álbum de estudio de la banda británica de rock T. Rex, publicado en marzo de 1970. Es el primer trabajo en el que participa el percusionista Mickey Finn y a su vez es el último bajo el nombre original de Tyrannosaurus Rex. A los pocos días de su publicación obtuvo la posición 21 en la lista UK Albums Chart.
Previo al lanzamiento del disco se puso a la venta el sencillo «King of the Rumbling Spires», que obtuvo el puesto 44 en el Reino Unido en 1969. Esta canción al igual que cuatro más fueron grabadas con el baterista Steven Peregrin Took antes de su salida en octubre de 1969, pero posteriormente Bolan, Finn y Visconti las regrabaron para la edición final del álbum. Cabe señalar que mencionado tema no se incluyó en el listado original de canciones.
Por otro lado, en 1972 Fly Records remasterizó el álbum junto con Unicorn, como un doble disco y obtuvo el puesto 44 en el Reino Unido en diciembre del mismo año.

## Lista de canciones
Todas las canciones escritas por Marc Bolan

| N.º | Título                           | Duración |  |
| 1.  | «Prelude»                        | 1:04     |  |
| 2.  | «A Day Laye»                     | 1:56     |  |
| 3.  | «Woodland Bop»                   | 1:39     |  |
| 4.  | «Fist Heart Mighty Dawn Dart»    | 2:45     |  |
| 5.  | «Pavilions of Sun»               | 2:49     |  |
| 6.  | «Organ Blues»                    | 2:47     |  |
| 7.  | «By the Light of a Magical Moon» | 2:51     |  |
| 8.  | «Wind Cheetah»                   | 2:38     |  |
| 9.  | «A Beard of Stars»               | 1:37     |  |
| 10. | «Great Horse»                    | 1:42     |  |
| 11. | «Dragon's Ear»                   | 2:37     |  |
| 12. | «Lofty Skies»                    | 2:54     |  |
| 13. | «Dove»                           | 2:06     |  |
| 14. | «Elemental Child»                | 5:33     |  |

## Músicos
- Marc Bolan: voz, guitarra eléctrica, guitarra acústica y bajo
- Mickey Finn: batería, tabla, crótalos y coros